# Batalha de Hjörungavágr
A Batalha de Hjörungavágr (em norueguês:  Slaget ved Hjørungavåg) foi um lendário confronto armado ocorrido em 986, no atual condado de Møre og Romsdal, na costa ocidental da Noruega, opondo as forças dinamarquesas de Sueno I da Dinamarca (Svend Tveskæg), apoiadas pelos Víquingues de Jomsburgo, às tropas dos jarls noruegueses de Lade. O resultado do confronto teria sido uma vitória dos Noruegueses. A batalha está mencionada com imprecisões e contradições na Heimskringla (do cronista islandês Snorri Sturluson do século XIII), na Feitos dos Danos (do historiador dinamarquês Saxão Gramático do século XII) e na Saga do Viquingue de Jomsburgo (saga islandesa do século XIII).